# Stadion (televisieprogramma)
Stadion is een sportprogramma van de Vlaamse tv-zender VTM. Het werd voor het eerst uitgezonden tussen 1994 en 2005 en keerde in 2011 terug. De huidige presentator is Maarten Breckx.

## 1994-2005
In 1994 nam tv-zender VTM de uitzendrechten van het Belgisch voetbal over van BRTN. De commerciële zender bracht daarom twee nieuwe sportprogramma's uit. Enerzijds was er Goal!, dat de voetbalsamenvattingen uitzond, en anderzijds Stadion, een praatprogramma. Stadion ging in die periode de concurrentie aan met het BRTN-programma Sportweekend.
Het programma draaide niet alleen rond voetbal, maar concentreerde zich, meer dan bijvoorbeeld Goal!, ook op andere sporten. Vaak zaten er ook bekende sportfiguren als gast in de studio. Het programma duurde een uur en werd uitgezonden om 19u30, net na het Het Nieuws. Sportweekend, dat oorspronkelijk rond hetzelfde tijdstip werd uitgezonden, werd daarom midden jaren 90 verschoven naar 22u00.
In 1997 won het programma een Gouden Oog.
In 2005 keerden de uitzendrechten van het Belgisch voetbal terug naar de VRT en verdween Stadion van het scherm.

### Medewerkers
- Dirk Abrams
- Dirk Deferme
- Jan De Wijngaert
- Bart Raes

## 2011-heden
Na een afwezigheid van zes jaar keerde Stadion in 2011 terug op VTM. Belgacom TV en de VRT waren de voetbalrechten verloren aan Telenet en VTM, waardoor de commerciële zender enkele nieuwe voetbaluitzendingen bedacht. Zij werden samengebracht onder de naam Stadion, een verwijzing naar het originele voetbalprogramma uit de jaren 90. Stadion werd sindsdien 6 jaar lang op vrijdag-, zaterdag en zondagavond rond 23.00 uur uitgezonden met telkens samenvattingen van de belangrijkste voetbalwedstrijden van die dag. 
Behalve het uitzendtijdstip en de presentatoren, verschilde ook de vormgeving van het vernieuwde programma ten opzichte van het origineel. Er werd nauw aangesloten bij de look van Sporting Telenet, het digitale televisiekanaal dat de voetbalwedstrijden vanaf het seizoen 2011-2012 uitzond. Vanuit Stadion werd telkens ook mondeling naar deze zender verwezen. Vanaf het seizoen 2014-2015 heeft naast Sporting Telenet ook Belgacom 11 het recht om de wedstrijden uit te zenden. Sindsdien verwijst VTM niet langer naar Sporting Telenet, maar wel naar Belgacom 11, en is de look van het programma opnieuw aangepast om beter bij Belgacom aan te sluiten.
Naast de laatavonduitzendingen was er aanvankelijk ook een extra editie op zondag om 19.25 uur, met daarin diverse studiogasten, achtergrondreportages en ook beperkte aandacht voor andere sportdisciplines. Door tegenvallende kijkcijfers werd deze uitzending geschrapt vanaf het najaar 2012. In plaats daarvan kwam er op zondag een uitgebreid sportblok in VTM Nieuws, gepresenteerd door Maarten Breckx. Sinds 2013 is het sportblok in VTM Nieuws er dagelijks, met wisselende presentatoren.
Het contract tussen VTM en de Jupiler Pro League liep af na het seizoen 2013-2014, maar werd nadien met drie jaar verlengd. Na het seizoen 2016-2017 lukte dit niet meer en verhuisden de rechten op de voetbalsamenvattingen naar de concurrerende televisiezender VIER. Hierdoor kon Stadion niet meer in het vertrouwde opzet blijven bestaan en werd besloten om in het najaar van 2017 een hervormde versie te lanceren. Het programma was er vanaf dan nog slechts eenmaal per week, op zondag rond 18.15 uur, met enkel beknopte hoogtepunten van de Belgische competitie en daarnaast ruime aandacht voor buitenlands voetbal. Deze formule sloeg echter niet aan en keerde na de winterstop dan ook niet meer terug. Sinds januari 2018 wordt op zondagavond VTM Nieuws ingekort door het volledige sportblok over te hevelen naar Stadion, dat dan meteen aansluitend start rond 19.35 uur.

### Medewerkers
- Tom Coninx ( Weg in 2019 )
- Maarten Breckx
- Dirk Deferme
- Jan Dewijngaert
- Peter Morren (Weg in 2019 )
- Steven Van de Perre
- Geert Vermeir
- Michiel Ameloot
- Soetkin Desloovere
- Jan Suykens
- Jarno Bertho
- Pieter De Decker
- Floris Geerts
- Mathieu Goedefroy (2011-2012)

## Stadion Brasil (2014)
Het magazine Stadion Brasil werd tussen 11 juni 2014 en 6 juli 2014 uitgezonden ter gelegenheid van het Wereldkampioenschap voetbal 2014 in Brazilië. Vijfmaal daags werden de laatste WK-nieuwtjes in deze sportrubriek op VTM aan elkaar gepraat door afwisselend Jan De Wijngaert (07.30 uur, 08.30 uur en 12.40 uur) en Tom Coninx (17.00 uur en laatavond). Na enige tijd werden de ochtenduitzendingen echter geschrapt. Vaste reporters in Brazilië waren Maarten Breckx, Rudy Lanssens en Michiel Ameloot.